# Útěk z vězení (seriál)
Útěk z vězení (v anglickém originále Prison Break) je televizní seriál americké televizní společnosti Fox, poprvé vysílaný 29. srpna 2005. Původní objednávka na 13 epizod byla kvůli diváckému úspěchu rozšířena na celou sérii. Prison Break byl vytvořen a spoluprodukován Paulem Scheuringem, byl natáčen v Joliet Prison ve státě Illinois. V USA bylo prvních 13 epizod vysíláno od srpna do listopadu 2005, zbylých 9 bylo odvysíláno od března do května 2006. Fox také zadal natáčení druhé série.
Základní děj sleduje stavebního inženýra Michaela Scofielda (Wentworth Miller), který se pokusí o vyloupení banky s úmyslem nechat se zavřít do státní věznice Fox River. Scofield věří, že jeho bratr, Lincoln Burrows (Dominic Purcell), který byl falešně odsouzen za zabití bratra viceprezidentky USA, je nevinný a chystá se pomoci mu v útěku. Postupně ale musí začít spolupracovat s dalšími vězni.
V dubnu 2017 se seriál vrátil s pátou řadou. V lednu 2018 televize Fox oficiálně potvrdila výrobu šesté řady.

## Vznik
Původ seriálu se datuje do roku 2003, kdy byl nápad nabídnut společnosti Fox Broadcasting Company, ale byl zamítnut, protože se společnost obávala malého potenciálu seriálu pro dlouhodobé vysílání. Později byla zvážena možnost minisérie, což údajně přitáhlo zájem velkých jmen amerického filmového průmyslu jako Steven Spielberg nebo Bruce Willis. Ke skutečné realizaci však nedošlo. Vlivem obrovské popularity seriálů Ztraceni a 24 hodin u amerických diváků změnila stanice Fox své plány a podpořila produkci seriálu v roce 2004.

## Děj
Michael Scofield je úspěšný stavební inženýr. Jeho otec opustil domov předtím, než se narodil, a jeho matka zemřela na rakovinu jater. Jeho starší bratr, Lincoln Burrows, žil zcela jiný život, často na hranici kriminality. V době, kdy se seriál odehrává, je Lincoln obviněn z vraždy Terrence Steadmana, bratra viceprezidentky Spojených států, a má být odsouzen za vraždu prvního stupně k popravě na elektrickém křesle. Ačkoli ho důkazy jednoznačně usvědčují, Michael věří, že by zločin takové povahy neprovedl. Lincoln přísahá, že je nevinný a trvá na tom, že na něj vše bylo nastraženo.
Ozbrojený Michael vchází do místní banky, aby ji vyloupil, přičemž několikrát vystřelí z pistole. Hned potom, co se dostaví vozy a helikoptéra policejní protiakce, se vzdává. Dosahuje tak prvního kroku svého cíle, kterým je být poslán do stejného vězení jako jeho bratr. Mnoholetá rodinná známá Veronica Donovanová se ujme Michaelovy obhajoby. V procesu je Michael shledán vinným z ozbrojené loupeže. Podmíněný trest je zamítnut, protože Michael ze zbraně během přepadení opravdu střílel. Je odsouzen k pětiletému vězení a žádá o přidělení věznice v blízkém okolí. Tomu je vyhověno a Michael je poslán do věznice Fox River, kde je i jeho bratr Lincoln, čekající na popravu.
Když se Michael ocitne za zdmi vězení, začíná jeho tajná cesta k osvobození bratra. Michael připravil sofistikovaný plán na Lincolnovo osvobození z Fox River. Jeho výhoda znalostí vnitřního uspořádání věznice je datována od roku 1999, kdy se jako stavební inženýr účastnil přebudování objektu. Ještě než se octne v žaláři, detailně prostuduje odpovídající plány a dokončí ostatní přípravy. Celé své tělo nechá potetovat zakódovanými plány věznice a dalšími potřebnými údaji pro útěk. Jen co se stane vězněm, pracuje čas proti němu. Aby osvobodil bratra dřív, než bude pozdě, potřebuje překonat technické překážky a zejména vytvořit správné konexe s ostatními vězni a dozorci.

## Postavy a obsazení

### Stálé obsazení
- Wentworth Miller jako Michael Scofield
- Dominic Purcell jako Lincoln Burrows
- Robin Tunney jako Veronica Donovan
- Amaury Nolasco jako Fernando Sucre
- Marshall Allman jako Lincoln 'LJ' Burrows, Jr.
- Wade Williams jako kapitán Brad Bellick
- Peter Stormare jako John Abruzzi
- Paul Adelstein jako agent Paul Kellerman
- Robert Knepper jako Theodore „T-Bag“ Bagwell
- Rockmond Dunbar jako Benjamin Miles „C-Note“ Franklin
- Sarah Wayne Callies jako Dr. Sara Tancredi
- William Fichtner jako agent Alexander Mahone

### Občasní účinkující
- Stacy Keach jako ředitel Henry Pope
- Muse Watson jako Charles Westmoreland
- Frank Grillo jako Nick Savrinn
- Lane Garrison jako David „Tweener“ Apolskis
- Danny McCarthy jako agent Danny Hale
- Michelle Forbes jako agent Brinker
- Patricia Wettig jako (vice)prezidentka Caroline Reynolds
- Holly Valance jako Nika Scofield/Volek
- Silas Weir Mitchell jako Charles „Haywire“ Patoshik
- Mike Jones jako řidič náklaďáku

## Přijetí

### Mezinárodní vysílání
V Kanadě byl Prison Break vysílán na Global TV ve stejné časy jako na stanici Fox v USA, aby využil možnosti kanadského simultánního nahrazení. Stanice TVA koupila práva na francouzskou verzi Prison Break (nazvaná La grande évasion), vysílání začalo 13. dubna 2006 ve 20 hodin.
V Izraeli bylo tuto sérii možné sledovat na kanálu YesStars.
Ve Velké Británii zakoupila vysílací práva TV Five. První epizoda byla vysílána 23. ledna 2006 ve 22 hodin. Reklamní plakáty a televizní upoutávky byly součástí akce na podporu seriálu. Od epizody „End of the Tunnel“ jsou díly na začátku a na konci komentovány protagonistou Wentworthem Millerem, který podává nejasné náznaky o nadcházejícím dění.
| Země           | TV stanice                 | Premiéra           | Vysílací čas  |
| -------------- | -------------------------- | ------------------ | ------------- |
| Austrálie      | Seven Network              | 1. února 2006      | středa 20:30  |
| Česko          | TV Nova                    | 26. září 2007      | středa 22:15  |
| Dánsko         | TV3 (Viasat)               | 19. března 2006    | neděle 19:00  |
| Filipíny       | Crime/Suspense             | 21. února, 2006    | úterý 22:00   |
| Francie        | M6                         | říjen 2006         | ----          |
| Indonésie      | Antv                       | 7. dubna 2006      | neděle 00:00  |
| Irsko          | RTE                        | červen 2006        | ----          |
| Izrael         | YesStars                   | Březen, 2006       | středa 21:30  |
| Kanada         | Global                     | 29. srpna, 2005    | pondělí 20:00 |
| Malajsie       | 8TV                        | 10. dubna 2006     | pondělí 21:30 |
| Nizozemí       | RTL 5                      | 16. března, 2006   | čtvrtek 21:30 |
| Norsko         | TV3                        | 5. ledna, 2006     | čtvrtek 21:30 |
| Polsko         | Polsat                     | 28. ledna, 2007    | neděle 20.00  |
| Slovensko      | TV JOJ                     | 28. ledna, 2007    | čtvrtek 22:00 |
| Střední východ | TV Land (Showtime Network) | 14. prosince, 2005 | středa 21:00  |
| Španělsko      | La Sexta                   | ----               | ----          |
| Turecko        | CNBC-e                     | březen, 2006       | čtvrtek 21:00 |
| US             | Fox                        | 29. srpna, 2005    | pondělí 20:00 |
| Velká Británie | Five                       | 23. ledna, 2006    | pondělí 22:00 |

### Sledovanost
TV Fox podpořila Prison Break velkou reklamní kampaní. Show debutovala 29. srpna 2005, odhadovaný počet diváků dosáhl 10,5 milionu. Fox takový úspěch pro pondělí letních měsíců nezaznamenala od Melrose Place a Ally McBeal vysílaných v září 1998. Stanice věnovala úvodnímu vysílání pořadu dvě hodiny pro dva díly. Premiéra byla sedmou nejsledovanější show v Americe v daném týdnu. Seriál pravidelně přilákal k obrazovce průměrně 10 milionů diváků každý týden a vedl americké televizní debuty na podzim 2005. Původně plánovaných třináct epizod běželo od srpna do listopadu 2005, kvůli velké popularitě bylo naplánováno dalších devět dílů, které byly vysílány od března 2006.
Po velké reklamní kampani v australské televizní síti Seven, která opěvovala úspěch seriálu v Severním Butlandu, byl Prison Break odvysílaný 1. února 2006, první epizoda dosáhla průměrné sledovanosti 1,94 milionu, maximální pak 2,09 milionu diváků. Reklama na show byla později doplněna dodatečným vysíláním ve druhém týdnu, ještě předtím než byl seriálu udělen pevný vysílací čas ve středu, ve 20:30.

## Ocenění

### Vítězství
- 2006 People's Choice Award (Oblíbený nový televizní pořad dramatického žánru)

### Nominace
- 2006 Zlatý glóbus (Nejlepší televizní seriál dramatického žánru, Nejlepší herecký výkon v kategorii dramatických TV seriálů – Wentworth Miller)

- 2006 Eddie Award (Nejlepší střih hodinového seriálu pro komerční televize – Mark Helfrich, za pilotní díl)

## Hudba
Autorem hudby k seriálu je Ramin Djawadi.

## Zajímavosti
- Postava hraná Holly Valanceovou (Nika Scofield) má československý původ
- 13 věznic v USA zakázalo vysílání Prison Break[11]
- Herec Stacy Keach byl sám v 80. letech v Británii na několik měsíců uvězněn kvůli drogám. Ředitel dané věznice se stal předlohou pro ředitele Popea
- Mnoho scén bylo filmováno v bývalé cele sériového vraha John Wayne Gacyho[12]
- John Wayne Gacy byl uvězněn v Menardově nápravném institutu, ne v Jolietské věznici
- Elektrické křeslo není v Illinois používáno primárně jako metoda popravy. Původně měla být i ve filmu použita smrtelná injekce, to se ale změnilo kvůli dramatickým záměrům
- Pokud by si někdo chtěl udělat od Toma Berga přesné tetování jako má Michael Scofield, zabralo by to pravděpodobně více než 200 hodin čisté práce, tetování by stálo přibližně 20 000 dolarů a zabralo by to patrně několik let, protože lidský práh bolesti je limitovaný

## Domácí video
20th Century Fox Home Entertainment vydalo první sezónu Útěku z vězení 8. srpna 2006 na DVD. Jde o šestidiskový set, bonusy obsahují komentáře herců a štábu ke klíčovým dílům. Alternativní scény jsou v bonusech také. Vlastní seriál má widescreen formát (1.78:1) a Dolby Digital 5.1 zvuk.